# Сычёв, Владимир Владимирович
Влади́мир Влади́мирович Сычёв (род. 6 июня 1971, Москва) — советский и российский актёр кино и телевидения.

## Биография
Владимир Владимирович Сычёв родился 6 июня 1971 года в Москве. Впервые попал на съёмочную площадку в 12 лет. Первую известность ему принесли роли в киножурнале «Ералаш» (сюжеты «Бразильская система», а также «Мы едем, едем, едем», «Давайте говорить друг другу комплименты», «Морской бой», «Нам не страшен серый волк», «Металлолом», «Венецианский мавр из 6-А» и др.). В 1993 году окончил ГИТИС (курс А. В. Бородина).
Вторую волну популярности ему принесла роль Алексея в телесериале «Физрук» (с 2013 года) с Дмитрием Нагиевым в главной роли. Актёры снимаются вместе в рекламных роликах МТС, а в декабре 2021 года в российский прокат вышла криминальная комедия Петра Буслова «БУМЕРанг» при участии Владимира Сычёва и Дмитрия Нагиева.
В феврале 2022 года стал участником второго сезона шоу «Звёзды в Африке» на телеканале ТНТ.
В анимационной комедии «Кощей. Похититель невест» озвучил Колобка.
В сентябре 2022 года стал участником третьего сезона шоу «Звёзды в Африке. Битва сезонов» на телеканале ТНТ в котором занял 5-е место.

## Личная жизнь
Дважды женат. Вторая жена — Алеся Великанова (с 2010). В семье двое детей — дочери Анна (род. 2010) и Мария (род. 2012).

## Фильмография

### Актёрские работы
| Год       |     | Название                             | Роль                                            |
| --------- | --- | ------------------------------------ | ----------------------------------------------- |
| 1985      | ф   | Зловредное воскресенье               | Павлуха                                         |
| 1986      | кор | Эксперимент 200                      | Джонни                                          |
| 1986      | ф   | Попутчик                             | деревенский мальчишка                           |
| 1986      | ф   | Где ваш сын?                         | Алёша Халин                                     |
| 1986      | ф   | Что такое «Ералаш»?                  | ведущий                                         |
| 1988      | кор | Лапта                                | Витька, сын Самохина                            |
| 1992—1997 | с   | Мелочи жизни (1-я и 9-я серии)       | Вадим Сорокин, отстающий ученик                 |
| 1994      | ф   | Серп и молот                         | эпизод                                          |
| 2000      | ф   | ДМБ                                  | стюард на теплоходе                             |
| 2001      | с   | Дальнобойщики (4-я серия)            | шурин                                           |
| 2003      | ф   | Бумер                                | бандит «Ералаш», водитель «Лексуса»             |
| 2004      | ф   | Строптивая мишень                    | Пётр                                            |
| 2005      | с   | Частный детектив                     | Бутман                                          |
| 2006      | с   | Парижане                             | Стёпа Мельников, следователь                    |
| 2007—2011 | с   | Папины дочки                         | Иван Васильевич Лютиков, налоговый инспектор    |
| 2008      | ф   | Розыгрыш                             | охранник                                        |
| 2008      | ф   | Свой-Чужой                           | Слон                                            |
| 2008      | ф   | Опасная связь                        | банкир                                          |
| 2009      | с   | Цепь                                 | мент Михаил                                     |
| 2009      | ф   | Десантура (5-я серия)                | капитан в Чечне                                 |
| 2009      | ф   | Женщина-зима                         | антирейдер                                      |
| 2009      | ф   | Любка                                | «Канава»                                        |
| 2010      | с   | Дворик                               | Толик Семёнов                                   |
| 2011      | с   | Раскол                               | Ларион Иванов                                   |
| 2011      | ф   | Бабло                                | Сёма Тшеха                                      |
| 2011      | с   | Аптекарь                             | Куликов                                         |
| 2012      | ф   | Однажды в Ростове                    | Николюк, старший лейтенант милиции              |
| 2012      | с   | Гюльчатай (телесериал)               | Пётр                                            |
| 2012      | с   | Верю                                 | Коротков                                        |
| 2012      | ф   | Человек-приманка                     | Панкратьев                                      |
| 2012      | ф   | Мамы (новелла «Моей любимой»)        | Алексей, мужик, отдавший цветы бесплатно        |
| 2014—2016 | с   | Физрук                               | Алексей Алексеевич Верещагин «Лёха-Псих»        |
| 2014      | ф   | Гюльчатай. Ради любви                | Пётр                                            |
| 2014      | ф   | Выпускной                            | дворник в школе                                 |
| 2014      | ф   | Дороги                               | Имя персонажа не указано                        |
| 2015      | ф   | Закон каменных джунглей              | Валерий Викторович Антипенко                    |
| 2015      | ф   | Ну и Новый год!                      | Дед Мороз                                       |
| 2015      | ф   | Парень с нашего кладбища             | Жлоб                                            |
| 2015      | ф   | Родина                               | Димон                                           |
| 2015      | ф   | Воин                                 | бизнесмен                                       |
| 2016      | ф   | Мальчишник                           | Имя персонажа не указано                        |
| 2017      | ф   | Вы все меня бесите                   | Семён                                           |
| 2017      | с   | Неизвестный                          | Сергей Савичев                                  |
| 2017      | с   | Форс-мажор                           | Терапевт                                        |
| 2017      | ф   | Маняшино озеро                       | Имя персонажа не указано                        |
| 2018      | ф   | Улётный экипаж                       | Пётр Алексеевич Романов, начальник авиакомпании |
| 2018      | ф   | Клубаре                              | Имя персонажа не указано                        |
| 2018      | с   | Гранд                                | «Слива», приятель Льва Глебовича                |
| 2018      | с   | Инкубатор                            | Имя персонажа не указано                        |
| 2019      | ф   | Дорогой папа                         | Рыбак                                           |
| 2019      | с   | Две девицы на мели                   | Сергеич                                         |
| 2019      | ф   | Спайс бойз                           | Лось, криминальный авторитет                    |
| 2019      | ф   | Команда мечты                        | Виктор                                          |
| 2020      | ф   | Навстречу мечте                      | папа Олега                                      |
| 2020      | с   | Патриот                              | Виктор Александрович Сысарин, отец Ленки        |
| 2020      | ф   | Тень звезды                          | дед                                             |
| 2020      | с   | Корни (телесериал)                   | Виталий Леонтьевич Жмыхарев                     |
| 2020      | ф   | Хищники                              | Вадик                                           |
| 2020      | ф   | Самый Новый год!                     | папа Саши                                       |
| 2021      | ф   | Спасите Колю!                        | Вадик                                           |
| 2021      | ф   | БУМЕРанг                             | Толян                                           |
| 2021      | ф   | Проклятый чиновник                   | Михаил                                          |
| 2021      | ф   | Марионетка Жорик                     | Жорик                                           |
| 2021      | ф   | Евгенич                              | Виктор Ворохов                                  |
| 2021      | ф   | Дура                                 | Сизый                                           |
| 2021      | ф   | Добро пожаловать в семью             | Леонид Бойцов («Лёня Боксёр»), вор в законе     |
| 2022      | ф   | Начать сначала                       | Олег Боровиков, тренер сборной по регби         |
| 2022      | ф   | Ресторан по понятиям                 | Кощей, альфонс-мошенник                         |
| 2022      | ф   | Здравствуйте, вам пора               | Геннадий Васильевич, бизнесмен                  |
| 2022      | ф   | Родители строгого режима             | полицейский                                     |
| 2022      | ф   | Бедный олигарх                       | Виктор Гнида                                    |
| 2022      | ф   | Жизнь по вызову                      | Денис Викторович, клиент агентства              |
| 2022      | ф   | Ресторан по понятиям: Бедный олигарх | Кощей и Виктор Гнида                            |
| 2022      | мф  | Кощей. Похититель невест             | Колобок                                         |
| 2023      | с   | Мендельсон                           | Владимир «Мендель» Мендин                       |
| 2023      | с   | Короче, план такой                   | Драгон                                          |
| 2024      | ф   | Неприличные гости                    | Андрей                                          |

### Киножурнал «Ералаш»
| Год  |   | Название                                                      | Роль                   |
| ---- | - | ------------------------------------------------------------- | ---------------------- |
| 1984 | ф | Выпуск № 47 (сюжет «Бразильская система»)                     | футболист              |
| 1984 | ф | Выпуск № 47 (сюжет «Мы едем, едем, едем…»)                    | пассажир электрички    |
| 1985 | ф | Выпуск № 49 (сюжет «Нам не страшен серый волк!»)              | Максим                 |
| 1985 | ф | Выпуск № 50 (сюжет «Давайте говорить друг другу комплименты») | Витя                   |
| 1985 | ф | Выпуск № 52 (сюжет «Морской бой»)                             | школьник               |
| 1986 | ф | Выпуск № 58 (сюжет «Кто мой папа?»)                           | вратарь (нет в титрах) |
| 1987 | ф | Выпуск № 60 (сюжет «Венецианский мавр из 6 „А“»)              | Вася (Отелло)          |
| 1987 | ф | Выпуск № 63 (сюжет «Металлолом»)                              | Сычёв, металлист       |
| 1992 | ф | Выпуск № 93 (сюжет «Дай закурить!»)                           | юноша                  |
| 2015 | ф | Выпуск № 303 (сюжет «Ботаник»)                                | тренер ботаника        |
| 2021 | ф | Выпуск № 369 (сюжет «Слушай меня внимательно!»)               | папа мальчика          |